# 青木将幸
青木将幸（あおき　まさゆき 1976年2月21日-）は、日本のファシリテーター。青木将幸ファシリテーター事務所・代表。
ミーティング・ファシリテーター。北九州市立大学・都留文科大学非常勤講師。NPO法人淡路島アートセンター・理事長、学校法人軽井沢風越学園・評議員などをつとめる。
和歌山県熊野出身。1998年、東京農工大学農学部環境・資源学科を卒業。森林生態学を専攻。 シーズ＝市民活動を支える制度をつくる会や、環境NGO・A SEED JAPANや企画会社ワークショップ・ミュー勤務ののち、2003年、日本で初めての会議ファシリテーター専門事務所である青木将幸ファシリテーター事務所を設立。2012年より拠点を東京から淡路島に移す。
2020年、コロナ禍でリアル会議の仕事ができなくなり「ファシリテーター廃業宣言」を出しオンライン会議ファシリテーターとして活動している。

## 著書
- 『ミーティング・ファシリテーション入門　市民の会議術』　ハンズオン埼玉出版部 2012
- 『アイスブレイク・ベスト50』　ほんの森出版 2013
- 『マーキーのこんな会議を見た！　やってみようファシリテーション』 東京ボランティア・市民活動センター 2016
- 『ファシリテーションを学校に』ほんの森出版　2018
- 『オンラインでもアイスブレイク！ベスト50』 ほんの森出版2021